# Miss Vietnam 2020
Miss Vietnam 2020 fue la 17.ª edición de Miss Vietnam. Se llevó a cabo el 20 de noviembre de 2020 en el estadio cubierto Phu Tho, Ciudad Ho Chi Minh, Vietnam. Al final del evento, Trần Tiểu Vy, Miss Vietnam 2018, coronó a Đỗ Thị Hà, como su sucesora.
El concurso coronó a las representantes de Vietnam para competir en cuatro concursos de belleza internacionales: Miss Mundo 2021, Miss Internacional 2022, Miss Grand Internacional 2020 y Miss Intercontinental 2021.

## Resultados
Colores clave
- Declarada como la ganadora en un concurso Internacional.
- Terminó como finalista en un concurso internacional.
- Terminó como semifinalista o cuartofinalista en un concurso internacional.
- No clasificó.

| Posiciones                                                                                    | Candidata | Concurso internacional        | Posición alcanzada |
| --------------------------------------------------------------------------------------------- | --- | ----------------------------- | ------------------ |
| Miss Vietnam 2020                                                                             | - 245 - Đỗ Thị Hà | Miss Mundo 2021               | Top 13             |
| Primera finalista                                                                             | - 045 - Phạm Ngọc Phương Anh | Miss Internacional 2022       | No clasificó       |
| Segunda finalista                                                                             | - 068 - Nguyễn Lê Ngọc Thảo | Miss Grand Internacional 2020 | Top 20             |
| Top 5                                                                                         | - 093 - Huỳnh Nguyễn Mai Phương | Miss Mundo 2023               | Por competir       |
| Top 5                                                                                         | - 146 - Phạm Thị Phương Quỳnh |                               |                    |
| Top 10                                                                                        | - 088 - Hoàng Bảo Trâm - 151 - Lê Thị Tường Vy - 228 - Đặng Vân Ly - 319 - Doãn Hải My - 433 - Nguyễn Thị Thu Phương                  |                               |                    |
| Top 15                                                                                        | - 018 - Võ Ngọc Hồng Đào - 171 - Nguyễn Thị Cẩm Đan - 182 - Nguyễn Thị Bích Thùy - 278 - Vũ Quỳnh Trang - 445 - Nguyễn Thị Thanh Thủy |                               |                    |
| Top 22                                                                                        | |                               |                    |
| - 025 - Lê Nguyễn Bảo Ngọc                                                                    | Miss Intercontinental 2022 | Ganadora                      |                    |
| - 052 - Bùi Thị Thanh Nhàn - 069 - Phù Bảo Nghi - 077 - Lê Trúc Linh - 138 - Đậu Hải Minh Anh | |                               |                    |
| - 175 – Trần Hoàng Ái Nhi                                                                     | Miss Intercontinental 2021 | No clasificó                  |                    |
| - 322 - Phạm Thị Ngọc Ánh                                                                     | |                               |                    |

### Premios especiales
| Premio                       | Candidata                                     |
| ---------------------------- | --------------------------------------------- |
| Miss Áo dài                  | - 151 - Lê Thị Tường Vy                       |
| Mejor Piel                   | - 146 - Phạm Thị Phương Quỳnh                 |
| Contribuciones Más Positivas | - 088 - Hoàng Bảo Trâm - 278 - Vũ Quỳnh Trang |
| Premios Neva Fashion         | - 433 - Nguyễn Thị Thu Phương                 |

## Eventos y retos (Fast-Track)

### Belleza con propósito
La ganadora de Beauty With A Purpose avanza automáticamente al Top 5.
| Posiciones | Candidata                                                                                     |
| Ganadora   | - 093 - Huỳnh Nguyễn Mai Phương                                                               |
| Top 5      | - 026 - Nguyễn Thị Phượng - 218 - Võ Ngọc Hồng Đào - 228 - Đặng Vân Ly - 278 - Vũ Quỳnh Trang |

### Belleza de playa
La ganadora de Beach Beauty avanza automáticamente al Top 10.
| Posiciones | Candidata                                                                                             |
| Ganadora   | - 068 - Nguyễn Lê Ngọc Thảo                                                                           |
| Top 5      | - 146 - Phạm Thị Phương Quỳnh - 151 - Lê Thị Tường Vy - 245 - Đỗ Thị Hà - 433 - Nguyễn Thị Thu Phương |

### Multimedia
La ganadora de Multimedia avanza automáticamente al Top 22.
| Posiciones | Candidata                                                                                                 |
| Ganadora   | - 245 - Đỗ Thị Hà                                                                                         |
| Top 5      | - 088 - Hoàng Bảo Trâm - 171 - Nguyễn Thị Cẩm Đan - 232 - Nguyễn Thị Minh Trang - 322 - Phạm Thị Ngọc Ánh |

### Voto Popular
La ganadora del Voto Popular avanza automáticamente al Top 22.
| Posiciones | Candidata                                                                                |
| Ganadora   | - 138 - Đậu Hải Minh Anh                                                                 |
| Top 5      | - 069 - Phù Bảo Nghi - 151 - Lê Thị Tường Vy - 245 - Đỗ Thị Hà - 322 - Phạm Thị Ngọc Ánh |

### Top Model
| Posiciones | Candidata                                                                                                 |
| Ganadora   | - 052 - Bùi Thị Thanh Nhàn                                                                                |
| Top 5      | - 068 - Nguyễn Lê Ngọc Thảo - 182 - Nguyễn Thị Bích Thuỳ - 245 - Đỗ Thị Hà - 345 - Nguyễn Thị Hoài Thương |

### Deportes
| Posiciones | Candidata                                                                                         |
| Ganadora   | - 069 - Phù Bảo Nghi                                                                              |
| Top 5      | - 012 - Kim Trà My - 116 - Nguyễn Lê Phương Thảo - 322 - Phạm Thị Ngọc Ánh - 419 - Hoàng Tú Quỳnh |

### Turismo
| Posiciones | Candidata                                                                                          |
| Ganadora   | - 077 - Lê Trúc Linh                                                                               |
| Top 5      | - 093 - Huỳnh Nguyễn Mai Phương - 228 - Đặng Vân Ly - 237 - Nguyễn Khánh Ly - 278 - Vũ Quỳnh Trang |

### Talento
| Posiciones | Candidata                                                                                                 |
| Ganadora   | - 319 - Doãn Hải My                                                                                       |
| Top 5      | - 088 - Hoàng Bảo Trâm - 045 - Phạm Ngọc Phương Anh - 093 - Huỳnh Nguyễn Mai Phương - 169 - Lê Ngọc Trang |

## Candidatas
35 candidatas compitieron por el título.
| N.º | Candidata               | Edad | Altura          | Ciudad natal       |
| --- | ----------------------- | ---- | --------------- | ------------------ |
| 012 | Kim Trà My              | 20   | 1,68 m (5′ 6″)  | Hanói              |
| 018 | Võ Ngọc Hồng Đào        | 20   | 1,73 m (5′ 8″)  | Ciudad Ho Chi Minh |
| 025 | Lê Nguyễn Bảo Ngọc      | 19   | 1,84 m (6′ 0″)  | Cần Thơ            |
| 026 | Nguyễn Thị Phượng       | 19   | 1,73 m (5′ 8″)  | Thanh Hóa          |
| 045 | Phạm Ngọc Phương Anh    | 22   | 1,77 m (5′ 10″) | Ciudad Ho Chi Minh |
| 052 | Bùi Thị Thanh Nhàn      | 21   | 1,69 m (5′ 7″)  | Hàm Tân            |
| 068 | Nguyễn Lê Ngọc Thảo     | 20   | 1,73 m (5′ 8″)  | Ciudad Ho Chi Minh |
| 069 | Phù Bảo Nghi            | 19   | 1,69 m (5′ 7″)  | Ciudad Ho Chi Minh |
| 077 | Lê Trúc Linh            | 19   | 1,73 m (5′ 8″)  | Bà Rịa-Vũng Tàu    |
| 088 | Hoàng Bảo Trâm          | 22   | 1,71 m (5′ 7″)  | Nam Định           |
| 093 | Huỳnh Nguyễn Mai Phương | 21   | 1,70 m (5′ 7″)  | Thừa Thiên-Huế     |
| 116 | Nguyễn Lê Phương Thảo   | 18   | 1,70 m (5′ 7″)  | Vĩnh Long          |
| 135 | Nguyễn Thị Trân Châu    | 20   | 1,68 m (5′ 6″)  | Quảng Nam          |
| 138 | Đậu Hải Minh Anh        | 21   | 1,70 m (5′ 7″)  | Nghệ An            |
| 146 | Phạm Thị Phương Quỳnh   | 20   | 1,74 m (5′ 9″)  | Đồng Nai           |
| 151 | Lê Thị Tường Vy         | 19   | 1,76 m (5′ 9″)  | Quảng Ngãi         |
| 169 | Lê Ngọc Trang           | 19   | 1,73 m (5′ 8″)  | Hà Tĩnh            |
| 171 | Nguyễn Thị Cẩm Đan      | 18   | 1,72 m (5′ 8″)  | An Giang           |
| 175 | Trần Hoàng Ái Nhi       | 22   | 1,71 m (5′ 7″)  | Đắk Lắk            |
| 182 | Nguyễn Thị Bích Thùy    | 19   | 1,73 m (5′ 8″)  | Đắk Lắk            |
| 228 | Đặng Vân Ly             | 22   | 1,76 m (5′ 9″)  | Hải Dương          |
| 232 | Nguyễn Thị Minh Trang   | 18   | 1,68 m (5′ 6″)  | Bắc Ninh           |
| 237 | Nguyễn Khánh Ly         | 20   | 1,68 m (5′ 6″)  | Phú Thọ            |
| 245 | Đỗ Thị Hà               | 19   | 1,75 m (5′ 9″)  | Thanh Hóa          |
| 278 | Vũ Quỳnh Trang          | 23   | 1,70 m (5′ 7″)  | Hanói              |
| 305 | Ngô Thị Thu Hương       | 20   | 1,72 m (5′ 8″)  | Hà Tĩnh            |
| 319 | Doãn Hải My             | 19   | 1,67 m (5′ 6″)  | Hanói              |
| 322 | Phạm Thị Ngọc Ánh       | 21   | 1,70 m (5′ 7″)  | Hà Nam             |
| 335 | Nguyễn Hà My            | 21   | 1,64 m (5′ 5″)  | Phú Thọ            |
| 345 | Nguyễn Thị Hoài Thương  | 23   | 1,70 m (5′ 7″)  | Nghệ An            |
| 408 | Nguyễn Huỳnh Diệu Linh  | 20   | 1,67 m (5′ 6″)  | Hải Phòng          |
| 419 | Hoàng Tú Quỳnh          | 18   | 1,67 m (5′ 6″)  | Hanói              |
| 443 | Nguyễn Thị Thu Phương   | 20   | 1,73 m (5′ 8″)  | Bắc Ninh           |
| 445 | Nguyễn Thị Thanh Thủy   | 21   | 1,67 m (5′ 6″)  | Hải Dương          |
| 462 | Nguyễn Thảo Vi          | 20   | 1,66 m (5′ 5″)  | Hoà Bình           |

## Jurado
Los jueces finales de Miss Vietnam 2020 fueron:
- Dương Trung Quốc - Historiador[6]
- Đỗ Mỹ Linh - Miss Vietnam 2016[6]
- Hà Kiều Anh - Miss Vietnam 1992[6]
- Nguyễn Thụy Vân - Segunda finalista de Miss Vietnam 2008[6]
- Trần Hữu Việt - Periodista[6]
- Hoàng Tử Hùng - Profesor, doctor[6]
- Lê Thanh Hoà - Diseñador de moda[6]